# 2300 Стеббінс
2300 Стеббінс (2300 Stebbins) — астероїд головного поясу, відкритий 10 жовтня 1953 року.
Тіссеранів параметр щодо Юпітера — 3,305.
Названо на честь американського астронома Джоуела Стеббінса, (1878-1966).